# Torre d'Albo
La Torre d'Albo (en cors: Torra d'Albu), també anomenada Torre d'Ogliastro, Torre d'Olchini, i Torra del Greco, és una torre genovesa situada sobre un promontori, a uns 15 metres sobre el nivel del mar, al costat de la platja d'Albo, al municipi d'Ogliastro, a l'illa de Còrsega (França). Està declarada 'Monument historique'.

## Història
Construïda el 1562 pel municipi d'Ogliastro, va tenir un paper important de protecció dels vaixells, essent una escala important del Cap Cors, i en la conquesta de les terres de conreu dels Agriates. Ha estat reconstruïda diverses vegades, com el 1588, quan va ser escenari de l'atac dels pirates berberescos, que van saquejar la ciutat i desenes d'habitants van ser segrestats i reduïts a esclavitud. El 1768 va ser ocupada per les tropes franceses que es van atrinxerar al voltant de la torre per aturar la retirada de les tropes corses que evacuaven el castell de Nonza. A principis del segle XX es va transformar en habitatge.

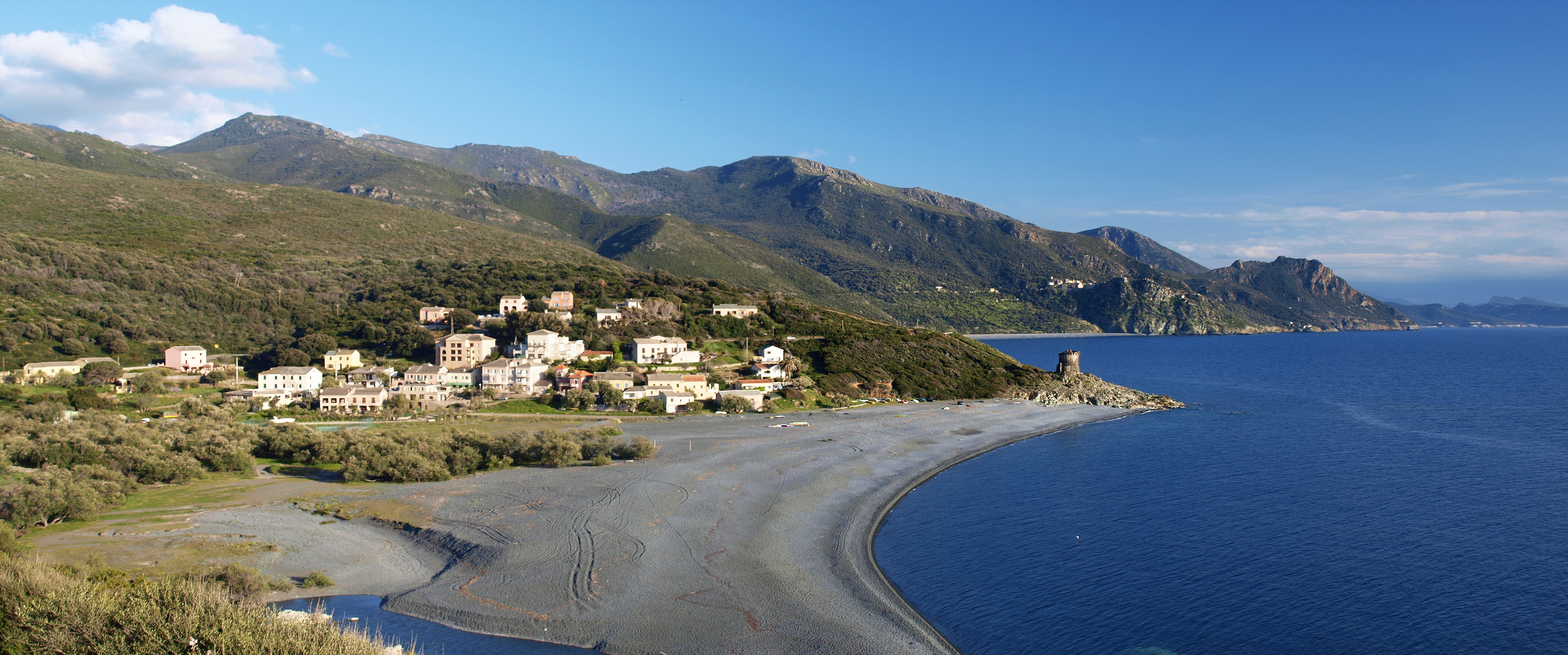
Vista de la torre abans de la restauració

## Descripció
De planta circular, construïda amb pissarra sedimentària, té uns 10 metres d'alçada. Recentment se li ha obert una porta a la planta baixa. La porta original està a la planta pis, a la que s'hi accedeix per una escala que es va afegir el segle XIX. L'estança del primer pis és abovedada. La terrassa està rodejada per merlets. El 2020 es va restaurar, afegint un arrebossat que li ha donat un aspecte nou.